# 1500 Broadway
1500 Broadway é um arranha-céu localizado na cidade americana de Nova Iorque, tem 119 metros de altura (392 ft) com 34 andares, foi inaugurado em 1972.

## Times Square Studios
A 1500 Broadway está localizada na Times Square junto com a ABC Studios e Times Square Studios. Um longo INAS 1985's, normalmente presente na Times Square Studios é um estúdio de televisão localizada na Times Square em Nova Iorque. O estúdio é mais conhecida como a casa da ABC's Good Morning America.